# Týnec nad Labem
Týnec nad Labem, um 1900 Labska Tynice, (deutsch Elbeteinitz) ist eine Kleinstadt mit rund 1.900 Einwohnern. Sie liegt im Okres Kolín, Středočeský kraj, Tschechien – etwa 10 km von der Kreisstadt Kolín entfernt.

## Ortsteile
Ortsteile sind Týnec nad Labem (Elbeteinitz älter auch Theinitz an der Elbe), Lžovice (Lzowitz)  und Vinařice (Winarzitz).

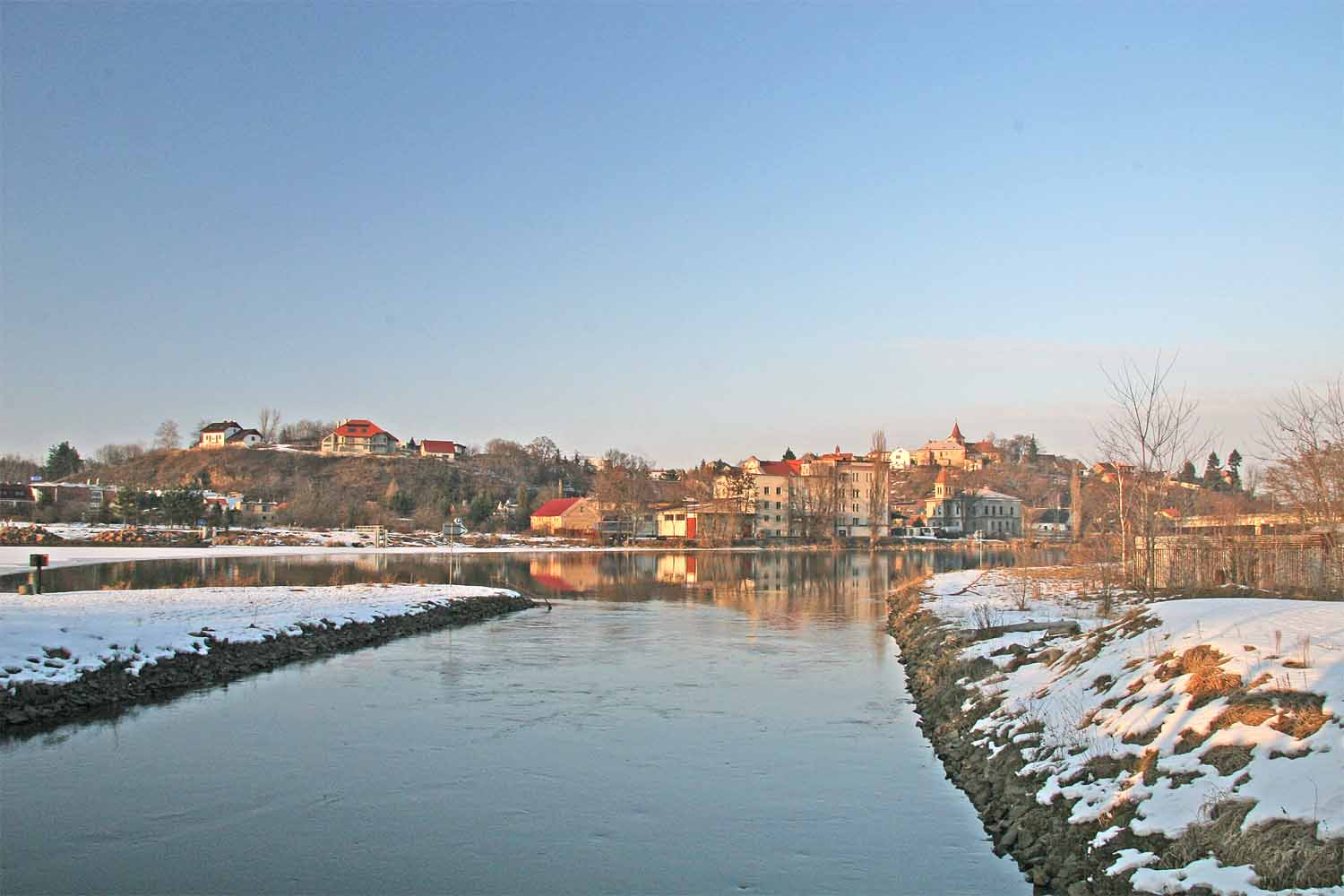
Blick auf den Ort von Süden

## Sehenswürdigkeiten
Das Haus mit der Nummer 2 stammt aus dem Jahr 1584.
Aus der zweiten Hälfte des 18. Jahrhunderts stammen die Mariensäule, die Friedhofskapelle, die St.-Johannes-Kirche und das Rathaus sowie das Grab des Generals von Melas.

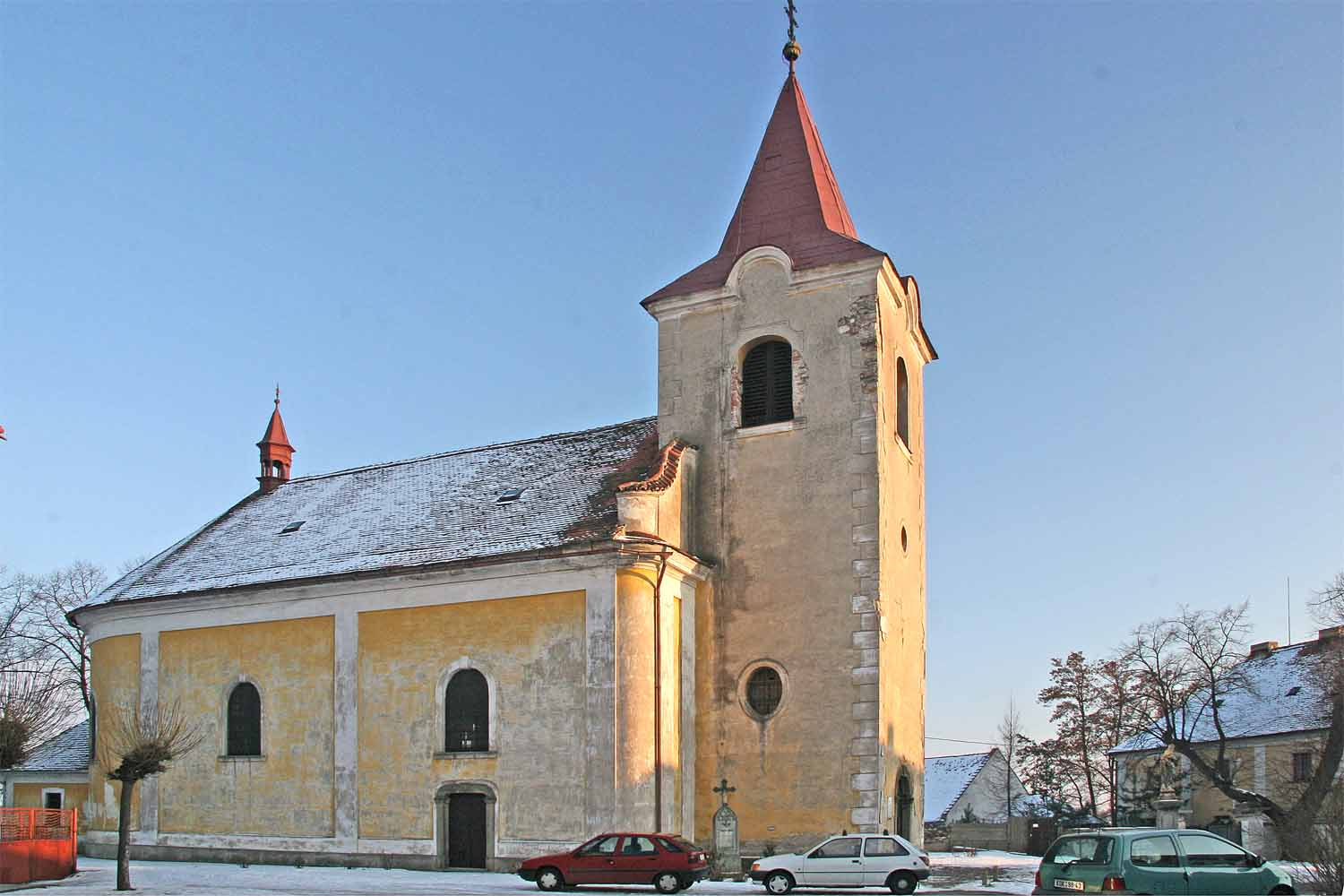
St.-Johannes-Kirche
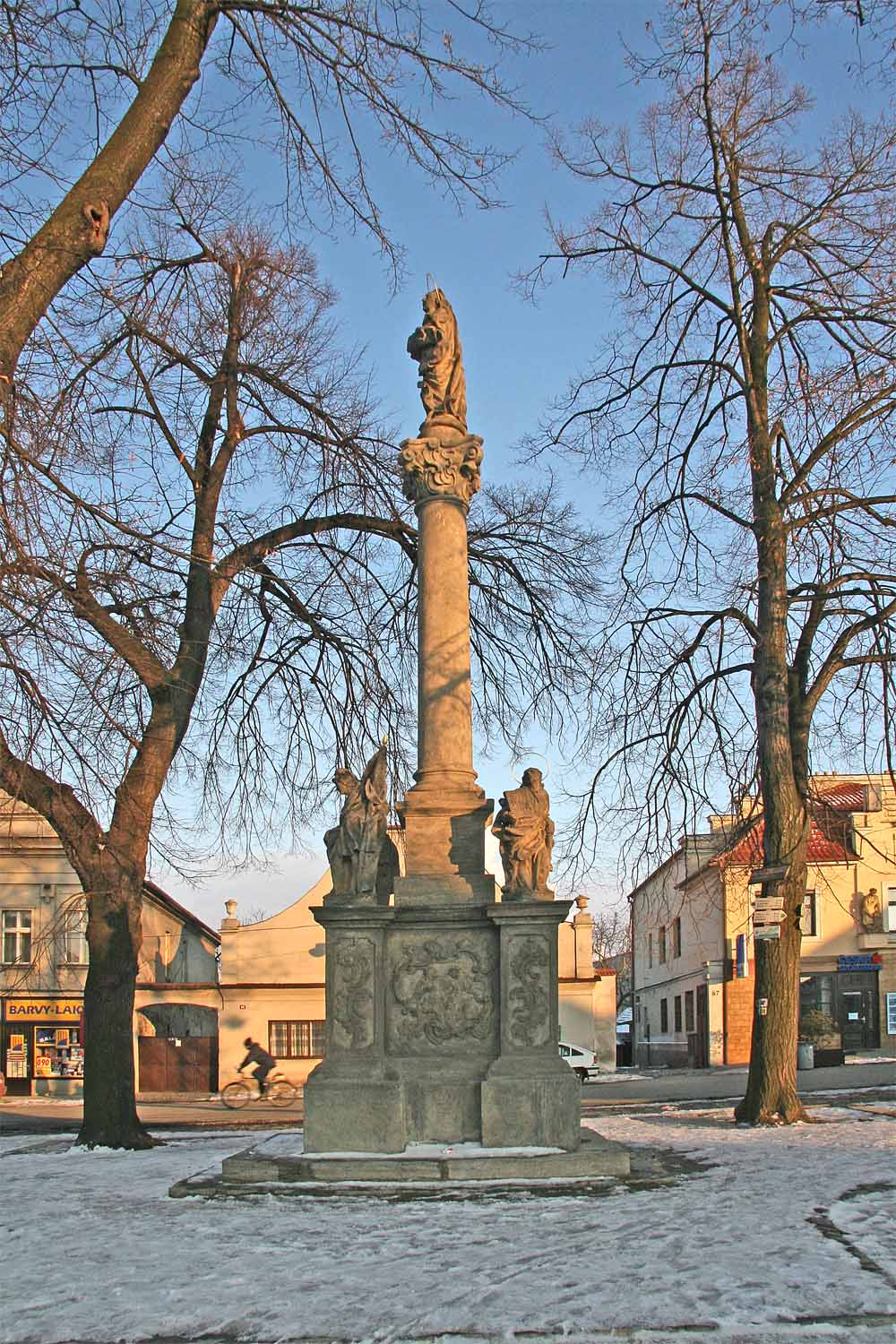
Mariensäule
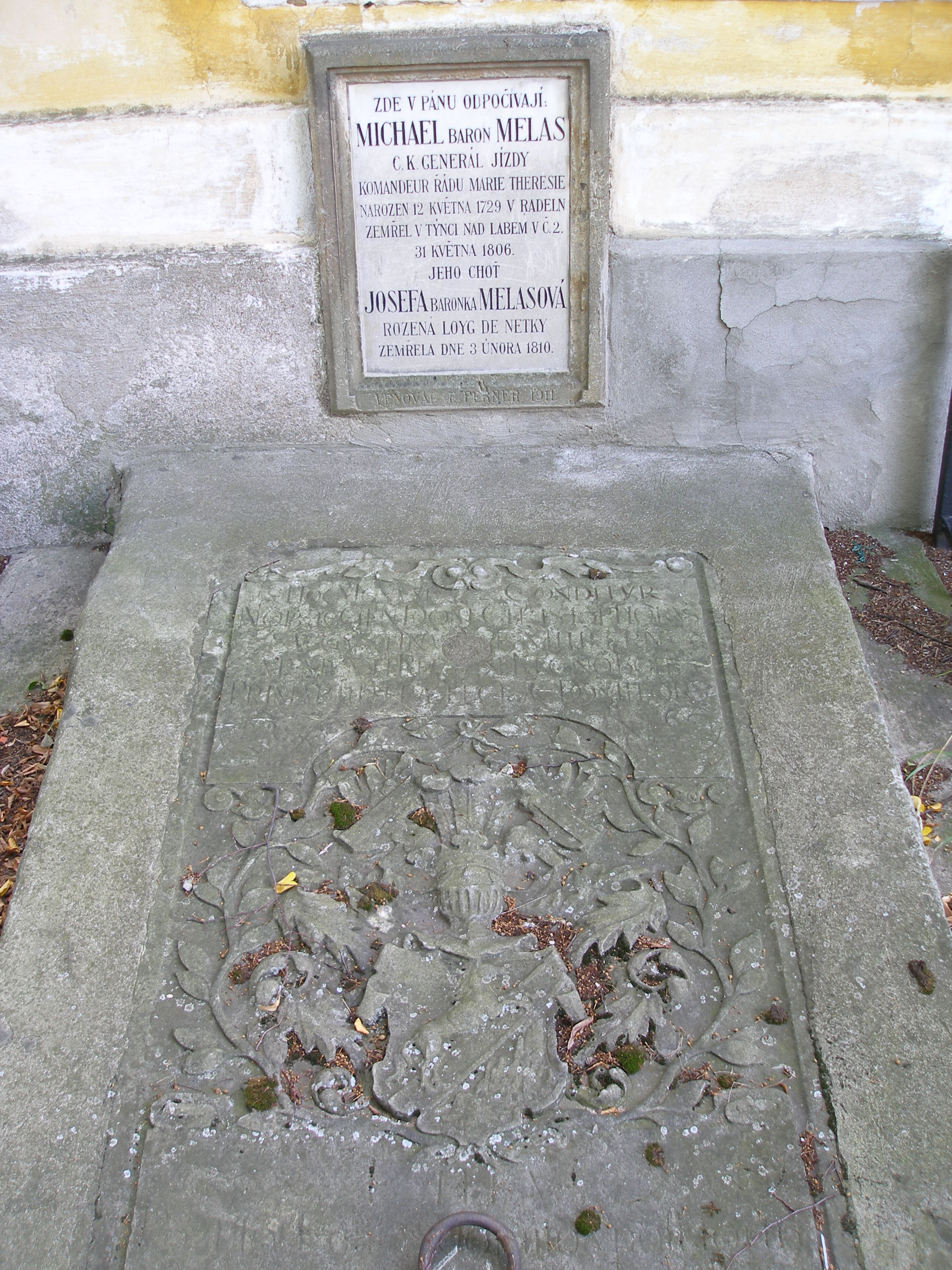
Grab des Generals von Melas

## Persönlichkeiten
- Michael Friedrich Benedikt Freiherr von Melas (1729–1806), österreichischer General